# Cocytia moestifica
Cocytia moestifica là một loài bướm đêm trong họ Erebidae.